# Stade Amedée-Roy
Le stade Amedée-Roy est un stade de baseball situé à Sherbrooke, ville de la province de Québec, au Canada.

## Histoire
Il a été de 1972 à 1973 le domicile des Pirates de Sherbrooke, club professionnel des ligues mineures de baseball, de niveau double-A, affilié aux Pirates de Pittsburgh.

## Événements
Le stade Amedée-Roy a été l'un des sites des Jeux du Canada d'été de 2013 ; il y a accueilli les épreuves de baseball. Ces mêmes jeux furent clos avec une cérémonie se déroulant à 20 h 30. Il a également accueilli les épreuves du Championnat du monde de baseball junior de 2002.